# Calvin Harris
Adam Richard Wiles, bolj znan kot Calvin Harris, škotski didžej, glasbeni producent, glasbenik, pevec in pisatelj pesmi * 17. januar 1984 Dumfries, Škotska.                                     
Harris je znan po svojih singlih "We found love", "This is what you came for", "Summer", "Feel so close", "Outside", "Feel" in "One kiss". Njegovo sodelovanje z Rihanno, pesem "We Found Love", je dosegla mednarodni uspeh, s čimer je Harris dobil prvi singel, ki je dosegel prvo mesto na ameriškem Billboard Hot 100. Izdal je pet studijskih albumov in vodi lastno založbo, Fly Eye Records, ki jo je ustanovil leta 2010.
Njegov studijski album "I created Disco" je izšel junija 2007. Njegova singla "Acceptable in the 80s" in "The Girls" sta dosegla številko 10 v Veliki Britaniji. Leta 2009 je izdal svoj drugi studijski album Ready for the Weekend, ki je na britanskem Chart Albums dosegel prvo mesto, njegov vodilni singel "I'm not Alone" pa je postal njegova prva skladba, ki se je uvrstila na seznam UK Singles Chart. Harris se je leta 2012 razglasil za mednarodno vlogo z izdajo svojega tretjega studijskega albuma 18 Months, ki je zasedel lestvico UK Albums in postal njegov prvi album, ki se je znašel na ameriškem Billboardu 200, dosegel največ 19. mesto vseh osem singlov albuma se je v Veliki Britaniji uvrstil med 10 najboljših in s kar osmimi prispevki podrl rekord za največ 10 skladb z enega studijskega albuma na UK Singles Chart, kar je preseglo rekord Michaela Jacksona. Leta 2014 je izdal svoj četrti studijski album Motion, ki je dosegel drugo mesto v Veliki Britaniji in peto mesto v ZDA. Leta 2017 je izdal svoj peti studijski album, Funk Wav Bounces Vol. 1, ki je v Veliki Britaniji in ZDA dosegel prvo največjo mesto in postal njegov tretji zaporedni album na prvem mestu lestvice ameriških Dance / Electronic Albums.
Oktobra 2014 je postal prvi glasbeni izvajalec, ki je hkrati izdal tri skladbe na top10 lestvice Billboardovega Dance / Electronic Songs. Postal je tudi prvi britanski samostojni umetnik, ki je na Spotifyju dosegel več kot milijardo pohval. Harris je prejel dvanajst nominacij za britansko nagrado - v letu 2019 je prejel britanskega producenta leta, štiri nagrade za grammyja pa je prejel najboljši glasbeni video v letu 2013. Leta 2013 je od Britanske akademije za glasbene pisatelje prejel tudi nagrado Ivor Novello za najboljšega glasbenega pisatelja leta, skladatelja in avtorja, na 2015 Billboard Music Awards pa je bil razglašen za najboljšega plesnega / elektronskega izvajalca. Nastopil je na Debrettovem seznamu najvplivnejših ljudi Združenega kraljestva za leto 2017. Šest let zapored od leta 2013 do 2018 je na Forbesovem seznamu najbolje plačanih DJ-jev na svetu. 